# 菲律賓哈哼花
菲律賓哈哼花（学名：Staurogyne debilis）为爵床科哈哼花屬下的一个种。